# Hadley Centre for Climate Prediction and Research

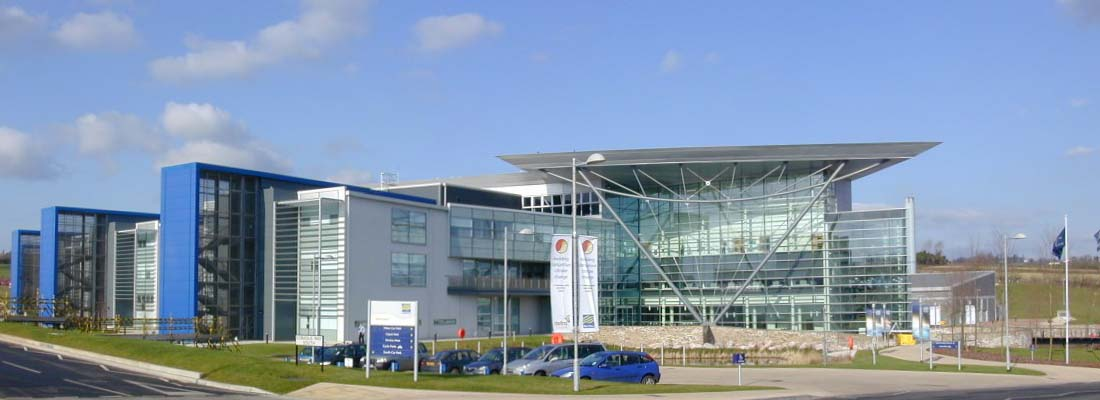
Hadley Centre for Climate Prediction and Research al Met Office

Il Hadley Centre for Climate Prediction and Research è uno dei principali centri del Regno Unito per lo studio di tutti gli aspetti scientifici associati con il riscaldamento globale. Fa parte del Met Office, l'ufficio meteorologico del Regno Unito, e la sua sede centrale è posizionata nella città di Exeter, nella Contea di Devon. È stato denominato in onore di George Hadley.

## Fondazione
Hadley Centre fu fondato nel 1990 e la sua costituzione fu approvata dall'allora Primo Ministro britannico Margaret Thatcher. Nel 2020 ha festeggiato i 30 anni di vita. 
La denominazione iniziale era Hadley Centre for Climate Research and Prediction, successivamente modificata in varie occasioni. Viene spesso indicato come Met Office Hadley Centre for Climate Change.

## Scopi principali
Gli scopi principali del Hadley Centre sono:
- La comprensione dei processi fisici, chimici e biologici all'interno del sistema climatico e lo sviluppo di modelli del clima aggiornati.
- L'utilizzo dei modelli del clima per simulare la variabilità e i cambiamenti climatici sia a livello globale che regionale.
- La predizione interannuale e decennale della variabilità del clima.
- La predizione a lungo termine dei cambiamenti climatici.
- Monitorare le variabilità e i cambiamenti climatici a livello globale e nazionale.
- L'attribuzione a fattori specifici dei cambiamenti climatici recenti.

## Struttura
Il Met Office impiega oltre 1500 persone, delle quali circa 200 lavorano nell'unità di ricerca climatica. La maggior parte dei finanziamenti proviene dal Dipartimento per l'ambiente, l'alimentazione e gli affari rurali (DEFRA), da altri dipartimenti governativi britannici e dalla Commissione europea. Il centro lavora in stretto contatto con il Gruppo intergovernativo sul cambiamento climatico (IPCC), per fornire previsioni sul clima globale.
Il modello del clima HadGEM, sviluppato dal centro Hadley viene utilizzato in tutto il mondo per la ricerca sui cambiamenti climatici. Il modello prevede sia la modellazione oceanica (OGCM) che quella atmosferica (AGCM).